# 야하라촌
야하라촌(谷原村)은 1938년 4월 17일부터 1955년 3월 1일까지 존재했던 이바라키현 쓰쿠바군에 속했던 촌이다. 현재의 쓰쿠바미라이시 중부에 해당한다.

## 지리
이바라키현 쓰쿠바군 남부에 있던 촌이다. 고가이강의 동쪽 기슭에 위치하며, 지역 내에는 타니하라령 3만석으로 개발된 전원지대의 중앙부에 해당한다. 마을의 서쪽은 시모사국 소마군(下総国相馬郡(후에 기타소마군)으로, 동쪽은 히타치국 츠쿠바군(常陸国筑波郡)으로 원래는 다른 지역이었다. 

## 역사
- 1938년 4월 17일 - 가시마촌, 나가사키촌이 합병해, 쓰쿠바군 야하리촌이 성립하였다.
- 1955년 3월 1일 - 기타소마군 고키누촌, 쓰쿠바군 주와촌, 후쿠오카촌과 합병해 쓰쿠바군 야와라촌이 되었다.